# Яцек Собота
Яцек Собота (пол. Jacek Sobota; нар. 1969, Ольштин) — польський письменник, автор переважно фантастичних оповідань.

## Життєпис
Живе в Ольштині, працює в Інституті філософії Вармінсько-Мазурського університету (Майстерня практичної філософії та міждисциплінарних досліджень). Він також читав лекції з філософії в Ольштинському університеті прикладних наук ім. Юзефа Русецького.
Дебютував у 1990 році в місячнику Нова фантастика". Автор багатьох оповідань (опублікованих переважно в пресі) та серії колонок «Сповідь ідіота» в «Новій фантастиці». Також пише критичні та публіцистичні тексти.

## Видані книги
- Голос Бога (Wydawnictwo Dolnośląskie 2006)
- Туша (Wydawnictwo Dolnośląskie 2007)
- Моральні конфлікти — науково-фантастична література як спроба моделювання конфліктних ситуацій (Центр східноєвропейських досліджень UWM в Ольштині 2011)
- Вечір трьох собак — вибрані оповідання (Solaris 2016)
- Confessions of an Idiot — есе, колонки, рецензії (Solaris 2016)
- Філософія фантазії (Інститут філософії UWM в Ольштині 2016)
- Від поневолення до хаосу. Акценти соціальної філософії та політичної філософії в польській науково-фантастичній прозі (1946—2016) — (Інститут філософії UWM в Ольштині 2019)